# Александар Смиљанић
Александар Смиљанић (Сремска Митровица, 8. март 1976) бивши је српски кошаркаш. Играо је на позицији бека.

## Клупска каријера
Смиљанић је каријеру почео у екипи Срема одакле 1995. одлази у БФЦ Беочин. Са БФЦ-ом је у сезони 1995/96. стигао до финала плејофа ЈУБА лиге где су поражени од Партизана. Од 1997. до 2001. је играо за ФМП и са њима је освојио национални куп 1997. Од 2001. до 2003. је играо за Будућност и са њима је дебитовао у Евролиги, да би након тога две сезоне играо за Маруси. Сезону 2005/06. је почео у екипи Локомотиве Ростова, али у јануару 2006. прелази у Партизан. Са црно-белима је остао до краја сезоне и освојио национално првенство. Касније је променио још неколико клубова а каријеру је завршио 2011. у Железничару из Инђије.

## Репрезентација
Смиљанић је био члан селекције која је на Универзијади 2001. године у Пекингу освојила златну медаљу. Био је на ширем списку репрезентације СР Југославије пред Светско првенство 2002. али није успео да уђе у коначан састав. Ипак након што је селектор Пешић одстранио Радмановића са првенства, Смиљанић је накнадно позван и иако није играо био је на подијуму приликом доделе златних медаља.

## Успеси

### Клупски
- ФМП:
  - Куп СР Југославије (1) : 1997.
- Партизан:
  - Прва лига Србије и Црне Горе (1) : 2005/06.

### Репрезентативни
- Универзијада:  2001.